# Köztársaság tér (Jereván)
A Köztársaság tér (örményül: Հանրապետության հրապարակ) vagy helyi nevén Hraparak („városi tér”) Örményország fővárosának, Jerevánnak központi tere, a Szabadság tér mellett a város legfontosabb tere. Két részből áll: egy ovális körforgalomból és egy trapéz alakú részből, zenélő szökőkutakkal. A teret öt, rózsaszín és sárga tufából épített, örmény motívumukkal díszített főépület veszi körbe. A téren áll többek között az Örmény Történeti Múzeum és az Örmény Nemzeti Galéria, a külügyminisztérium és az Örmény Mariott Hotel épülete. A teret Alekszander Tamanján tervezte 1924-ben. A legtöbb épület az 1950-es évek végére készült el, míg az utolsó épület – az Örmény Nemzeti Galéria – 1977-ben.
Az Örmény Szovjet Szocialista Köztársaság alatt Lenin térnek hívták és egy Lenin-szobor állt a téren. Évente kétszer (eredetileg háromszor) tartottak katonai parádékat a téren. Az örmény függetlenség kikiáltását követően a Lenin-szobrot eltávolították és a teret átnevezték. A tér Örményország és a város „legfontosabb civil helye”, Jereván „építészeti fénypontja” és a város „legkiemelkedőbb építészeti együttese”. Deirdre Holding utazó író szerint „kétségtelenül a világ egyik legszebb 20. században készült központi tere”.

## Felépítése
A tér két részből áll. A középen elhelyezkedő ovális körforgalom kövezete felülről nézve egy tradicionális örmény szőnyeghez hasonlít. A trapéz alakú rész a zenélő szökőkúttal az Örmény Történeti Múzeum és az Örmény Nemzeti Galéria előtt található. A teret körülvevő épületek rózsaszín és sárga tufából készültek. A tértől nem messze található a jereváni metró egyik állomása.

## Története

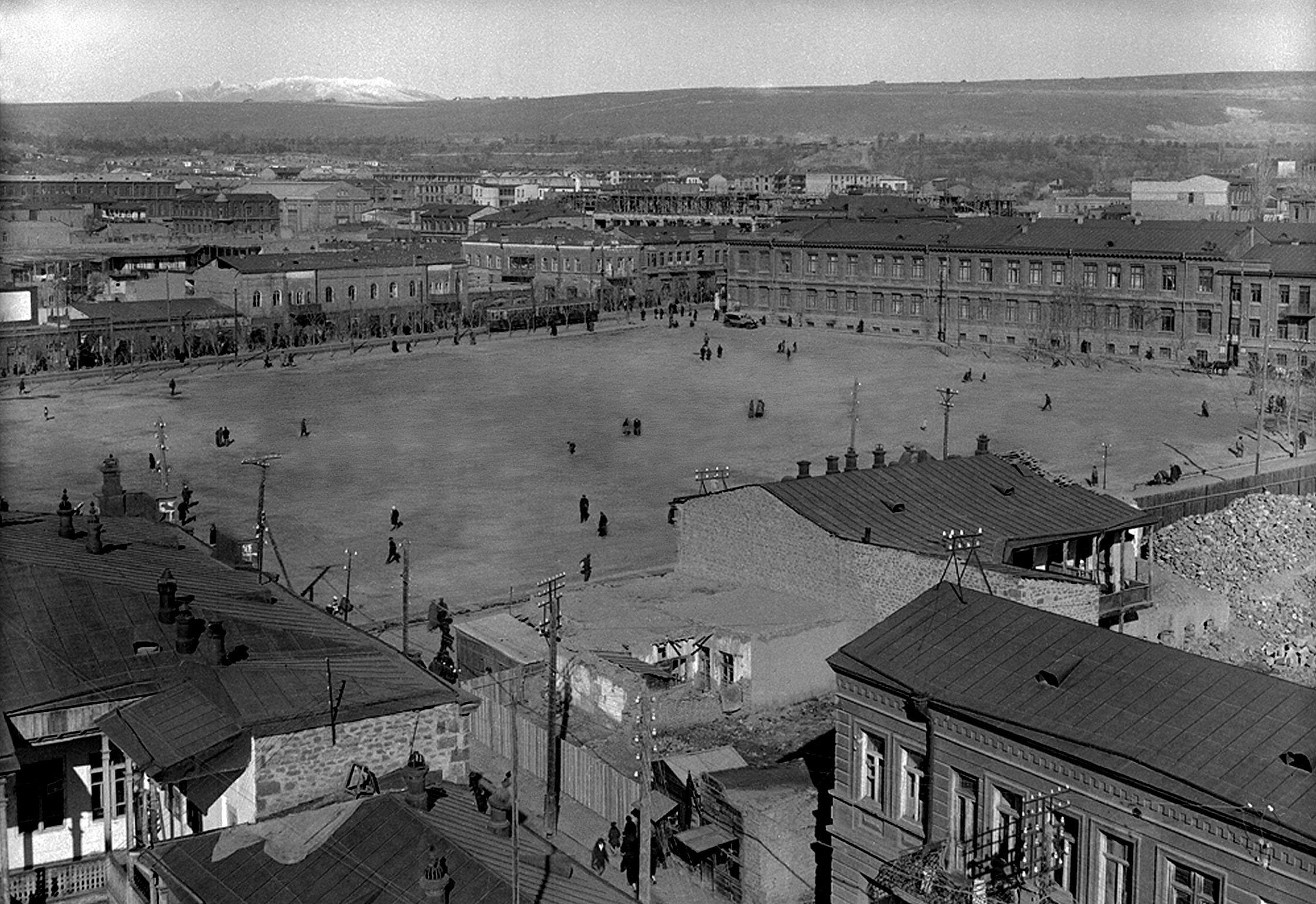
Jereván főtere 1916-ban

Az évszázadok alatt különböző nagyságú terek foglalták el a város ezen részét. 2003-ban a Köztársaság teret renoválták és egy 18–19. századi réteget tártak fel. A szovjet idők előtti teret Boris Mehrabyan (Megrabov) tervezte 1906–11 között, jereváni terve részeként.
A jelenlegi tér terveit Alekszander Tamanján készítette az 1924-es Jereván átépítéséhez készült tervei részeként. Az építkezés 1926-ban kezdődött, a Kormánypalotáéval egyszerre, és tartott az 1950-es évekig, amikor az öt épület utolsó részei is elkészültek. Végső formáját a Nemzeti Galéria 1977-es befejezésével nyerte el. A teret Vlagyimir Iljics Lenin után Lenin térnek (örményül: Լենինի հրապարակ, oroszul: площадь Ленина) nevezték el, akinek szobrát 1940-ben állították fel és ami 1991-ig állt a téren, az örmény függetlenség kikiáltásig.

## Nevezetességek

### Épületei
| Épület                | Története és funkciója |
| --------------------- | --- |
| Kormánypalota         | Az épület ad otthont az örmény kormánynak (a miniszterek tanácsának, de nem az egész állami szervnek). Az épület nyugati szárnyát Alekszander Tamanján tervezte és 1926–29 között épült. Az épület többi részének építését Alekszander fia, Gevorg Tamanian vette át 1938-ban és fejezte be 1941-ben. |
| Múzeumépület          | Az Örmény Nemzeti Galériának és az Örmény Történeti Múzeumnak ad otthont. Az építkezések az 1950-es években kezdődtek, a Nemzeti Galériát végül 1977-ben fejezték be. Az épületet Mark Grigorian és Eduard Sarapian tervezte.                                                                         |
| Örmény Marriott Hotel | 1958-ban fejezték be Mark Grigorian és Eduard Sarapian tervei alapján. A hotelt a szovjet időszak alatt Örményországnak hívták. A luxusszállodát az ország hoteljeinek zászlóshajójaként tartják számon. 380 szobával rendelkezik.                                                                    |
| Külügyminisztérium    | Az épületet Samvel Safaryan, Rafael Israelyan és Varazdat Arevshatyan tervezte, ami végül 1955-ben készült el. Az első emelet ablakai feletti frízek befejezetlenek. Az épület adott helyet a Külügyminisztériumnak 1996 és 2016 között.                                                              |

### Lenin-szobor

A Lenin-szobor egy 1978-as szovjet bélyegen

Szergej Dmitrijevics Merkurov orosz szobrász Vlagyimir Iljics Lenin szovjet vezető hét méteres szobrát 1940. november 24-én avatták fel. A szobor egy 11 méter magas emelvényen állt, és a Nemzet Galéria tervezett helyével szemben helyezkedett el. A szobrot 1991. április 13-án a Szovjetunió hivatalos felbomlása előtt eltávolították talapzatáról, majd „egy teherautóra helyezték – mint egy elhunyt testét – és újra meg újra körbehajtottak vele a téren, mintha nyitott koporsóban lenne”, miközben az emberek éljeneztek. A szobor alapzatául szolgáló emelvény 1996 nyaráig állt a téren, mígnem lebontották.

#### A szobor helyének utóélete
Ter-Ghazaryan szerint „miután a Lenin-szobor ledőlt, a Köztársaság tér egyensúlya megbomlott és a szobor helyének üres tere számos javaslat tárgyát képezte, de végül egyik sem valósult meg”.
2000. december 31-én egy 24 méter magas, lámpákkal megvilágított keresztet emeltek a Lenin-szobor talapzatának helyére, ugyanis Örményország és az Örmény apostoli ortodox egyház 2001-ben ünnepelte, hogy az örmények 1700 éve (301-ben) a világon elsőként vették fel a keresztény hitet államvallásként. A keresztet szimbolikusan 1700 darab lámpa világította meg és a megemlékezés évében tartott ünnepségek központja maradt az év során. 2001 végén az ünnepségek végével a keresztet lebontották. Mivel ideiglenes lett felállítva és felállítását sem előzte meg hosszabb vita, szétszerelése is hasonlóképpen zajlott.
2004 februárjában egy hirdetőtábla méretű tévéképernyőn különböző hirdetések futottak a tér üres részén 2006-ig.

##### Javaslatok a szobor pótlására
Számos pályázatot tartottak Örményországban, hogy megoldást találjanak a Lenin-szobor hiánya okozta űrnek. Az egyik legnépszerűbb javaslat Szaszuni Dávid (örményül: Սասունցի Դավիթ) szobrának a Köztársaság térre való áthelyezését javasolta. Ter-Ghazaryan szerint az örmény nemzeti hős politikamentes megítélése miatt megfelelő választás lenne, azonban 2013-as írása szerint a jereváni vasútállomás előtt álló szobor áthelyezése „valószínűtlennek tűnik”.

### Szökőkutak
Több üzemen kívül töltött év után a zenélő szökőkutak a francia Aquatique Show International cég körülbelül 1,4 millió euróért renoválta. 2007 szeptemberétől ismét üzemelnek.

### Karácsonyfa
Minden év decemberében karácsonyfát állítanak fel a téren 1950 óta.

### Ivókút

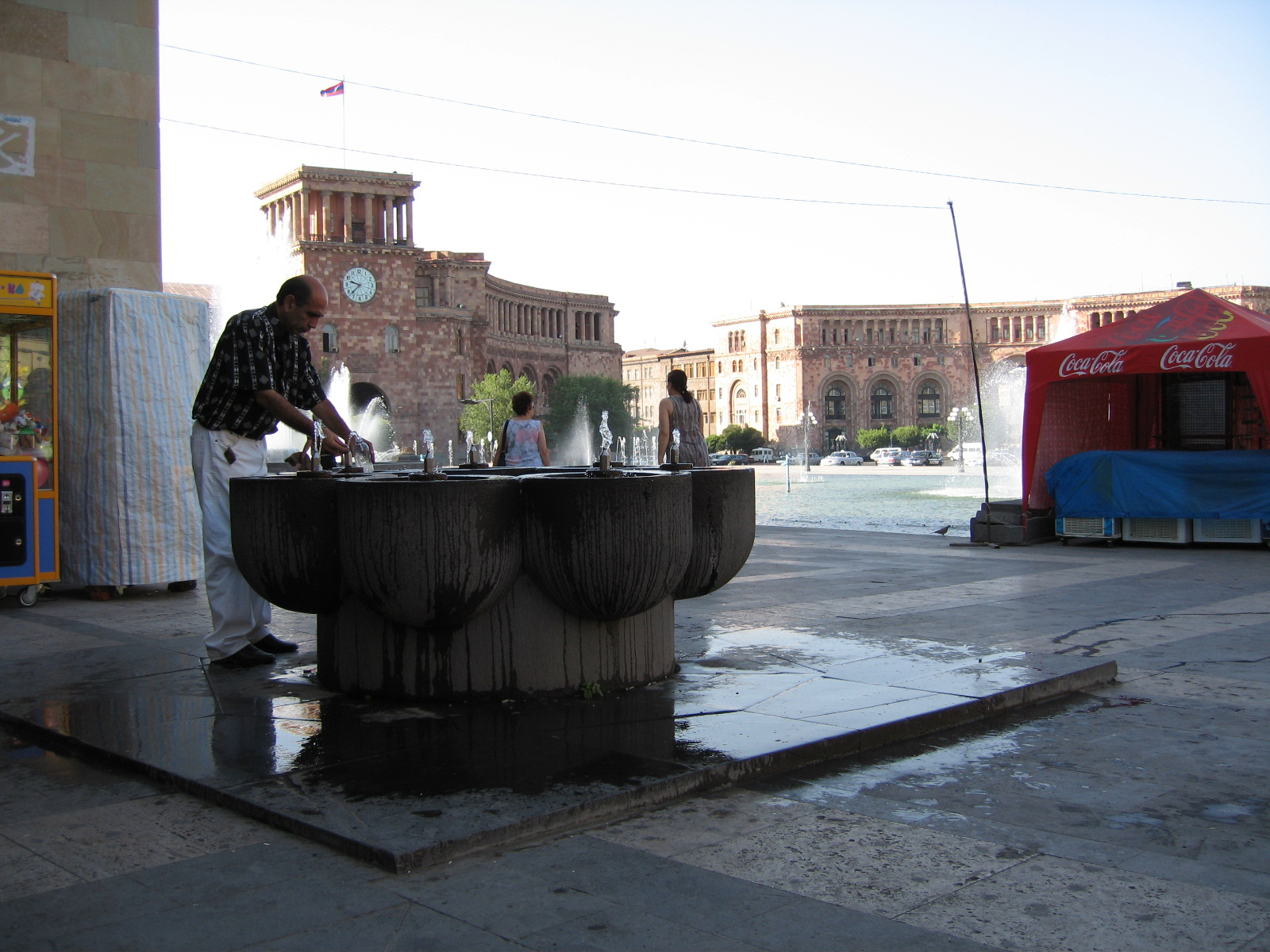
Az ivókút 2005-ben

Az Örmény Történeti Múzeum és a Nemzeti Galéria előtt található ivókút avagy pulpulak (örményül: պուլպուլակ, IPA: [pulpuˈlɑk]) hét kis ivókútból áll és 1965-ben lett felállítva, majd 2010-ben felújítva.

## Események és incidensek

### Parádék
A szovjet idők alatt a téren május 1-jén (a munka ünnepe), május 9-én (a győzelem napja, 1969-ig) és november 7-én (nagy októberi forradalom) tartottak tartottak katonai parádékat. A Szovjet Örményország vezetői a Lenin-szobor alatti pódiumról szemlélték a parádékat. Az utolsó parádékat 1988-ban tartották. Örményország függetlenségét ünneplő katonai parádét először 1996. szeptember 21-én (5. évforduló) tartottak, majd 1999-ben (8. évforduló), 2006-ban (15. évforduló), 2011-ben (20. évforduló), és 2016-ban (25. évforduló).

### Koncertek
2006. szeptember 30-án a francia–örmény énekes, Charles Aznavour adott koncertet a Köztársaság téren.
2015. április 23-án az örmény–amerikai System of a Down rockbanda először lépett fel az országban. Az ingyenes koncert az örmény népirtás századik évfordulójának emlékére ajánlották és ezrek vettek rajta részt.
2017. június 8-án az orosz hipp-hopp előadó, Timati adott ingyenes koncertet a téren, amelyen több mint 40 000-en vetten részt.

### Politikai demonstrációk

#### Szovjet időszak
1965. április 24-én egy nagy demonstrációt tartottak a téren és Jereván több pontján az örmény népirtás 50. évfordulóján.
1974 januárjában Razmik Artavazdi Zohrabján, a Nemzeti Egységpárt egy tagja Lenin portréját égette a téren tüntetve ezzel a szovjet uralom ellen.

#### Független Örményország

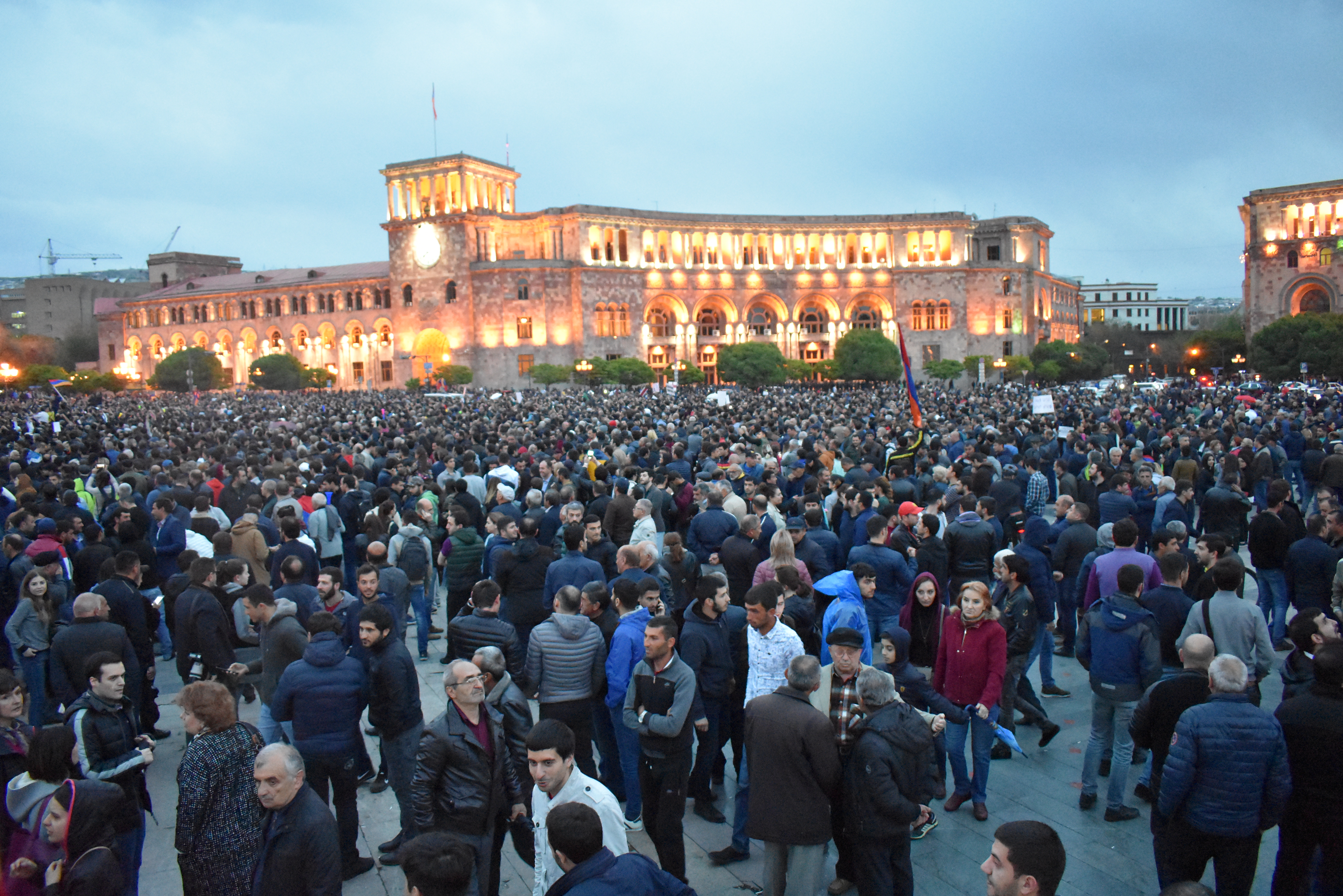
Demonstráció a Köztársaság téren 2018. április 20-án

A 2008-as elnökválasztást követően a győztes Szerzs Szargszján 60 000–70 000 fős gyűlést tartott a téren, ahova Jereván és Örményország különböző részeiről szállították buszokkal lelkes támogatóit. Sokan közülük a Szabadság tér felé haladtak, ahol a második helyezett, ellenzéki Levon Ter-Petroszján tartott hasonló eseményt. Levon Ter-Petroszján támogatóinak demonstrációjának márciusi véres feloszlatását követően a teret napokra megszállták az Örmény Fegyveres Erők.
2012. május 4-én az Örmény Köztársaság Párt választási gyűlésén egy ember rágyújtott tucatnyi hidrogénnel töltött óriáslufi mellett, amelyek felrobbantak. Legkevesebb 144 személy sérült meg az incidensben.
2018. április 17-e és 23-a között hatalmas demonstrációk zajlottak a téren követelve Szerzs Szargszján kormányfő lemondását. Nikol Pasinján ellenzéki vezető április 22-ei letartóztatását követően rendőri erők vonultak a térre és tüntetőket vettek őrizetbe. Ezt követően 115–160 000 fős tömeg gyűlt össze a téren és a környező utcákon. Másnap, 23-án Szargszjan lemondását követő tömegünnepély központjává vált. Április 24-én, az örmény népirtás emléknapján tucatnyi tüntető gyűlt össze, hogy megtisztítsa a teret és szomszédos utcákat.

### Egyéb események
1968-ban Jereván alapításának 2750. évfordulójának ünnepét a téren tartották. Ferenc pápa katolikus egyházfő és II. Karekin, az örmény apostoli ortodox egyház vezetője 2016. június 25-én ökumenikus imát tartott a Köztársaság téren. Az eseményen mintegy 50 000 ember vett részt. 2018. október 21-én Jereván alapításának 2800. évfordulóját nagyszabású eseménysorozattal ünnepelték, mely keretében a tér számos programnak – köztük a gálakoncertnek és a tűzijátéknak – adott helyet.

## Fordítás
- Ez a szócikk részben vagy egészben  a   Republic Square, Yerevan című angol Wikipédia-szócikk ezen változatának fordításán alapul.  Az eredeti cikk szerkesztőit annak laptörténete sorolja fel. Ez a jelzés csupán a megfogalmazás eredetét és a szerzői jogokat jelzi, nem szolgál a cikkben szereplő információk forrásmegjelöléseként.